# Fronsac (Gironda)
Fronsac es una comuna francesa del departamento de la Gironda, en la región de Aquitania. Es una de las regiones menores productoras de vino dentro del viñedo de Burdeos.

## Vino
Situado en la orilla derecha, la comuna tiene denominación de origen propia (Fronsac), así como una sub-apelación, AOC Canon-Fronsac.